# Lindeborgs FF 1948
Lindeborgs FF 1948 är en fotbollsförening från Lindeborg, Malmö. Föreningen grundades 26 maj 1948 som Eriksfälts FF, och bytte namn till Lindeborgs FF 1948 inför säsongen 2015. Namnbytet har sin grund i att föreningen spelat sina matcher på Lindeborg i sedan 1990-talet och ville lyfta fram den geografiska hemvisten mer.

## Klubbmeriter
- Malmömästerskapen: 1985